# Pontevico
Pontevico (Puntíc in dialetto bresciano) è un comune italiano di 7 019 abitanti della provincia di Brescia in Lombardia.

## Geografia fisica

### Territorio
Il comune è situato nella Bassa Bresciana ed è lambito dai corsi dei fiume Oglio e Strone, suo affluente. Il territorio è prevalentemente pianeggiante e ricoperto da terreni agricoli, con la presenza di numerose rogge e canali artificiali sorti al suo interno per mano dell'uomo.
Lungo il corso degli omonimi fiumi, si trovano i parchi regionali dell'Oglio e dello Strone dove si trovano sentieri nel bel mezzo della natura con la vegetazione tipica del luogo; in questi luoghi si possono osservare pioppi e querce molto alti, i più alti del territorio, e una fauna formata da piccoli mammiferi e volatili e una grande varietà di insetti.
All'interno del territorio comunale, si trova il Parco delle Vincellate, ultimo lembo esistente delle zone umide del territorio.

### Clima
Pontevico si trova nella zona climatica E. Come nel resto della Bassa Bresciana, il clima è continentale: l'estate è calda e afosa con qualche temporale mentre l'inverno è freddo e nebbioso.

## Origini del nome
Il nome di Pontevico deriva da Pontis Vicus, villaggio del ponte, a causa della storica importanza del ponte eretto sul fiume Oglio.
Fu con il passaggio alla lingua volgare che il toponimo durante il Medioevo cambiò nell'attuale Pontevico, citato in alcune cronache dell'epoca anche come Pontevigo.
I nomi delle frazioni derivano:
- Bettegno dal romano Betutius, che figura in due lapidi romane trovate a Pontevico;[13]
- Campazzo, probabilmente, da campaccio.
- Torchiera dall'antica presenza di tre torchi sul suo territorio.[14]

## Storia

### Età antica
Il territorio era frequentato fin dalla Preistoria, come testimoniato da manufatti litici e materiali ceramici riconducibili alla prima Età del Bronzo.
Ai tempi abitato dai Galli Cenomani, il territorio venne conquistato dai Romani che fondarono il paese, come si evince dalla centuriazione facilmente visibile osservando dall'alto la Via Brescia, identificata come cardine massimo, che attraversa Pontevico in direzione nord-sud. In epoca romana da Pontevico, dove oggi è presente la Via Brescia, passava la Via Brixiana, strada romana consolare che metteva in comunicazione il porto fluviale di Cremona (lat. Cremona), che si trovava lungo il fiume Po (lat. Padus), con Brescia (lat. Brixia), da cui passavano diverse strade romane che si diramavano verso l'intera Gallia Cisalpina (lat. Gallia Cisalpina), tanto che il ponte sul fiume diede il nome al paese. Si ritiene che il pagus di Pontevico fosse il portus brixianus e cioè il punto d'arrivo delle merci provenienti dal fiume Po e successivamente dirette a Brescia, posto nell'area dove oggi è presente la Chiesa di Santa Maria in Ripa d'Oglio, probabilmente in precedenza tempio pagano. A testimoniarlo, il ritrovamento di numerosi reperti riconducibili all'epoca romana nell'area, su tutti un'abitazione risalente al I secolo d.C. e una statua di Minerva.
Alcuni studiosi, basandosi su una indicazione presente sulla Tabula Peutingeriana, trovano in Pontis Vicus il celebre Betriacum, teatro di due grandi battaglie consumatesi nel 69 durante la Guerra civile romana culminata con il trionfo di Vespasiano.

### Medioevo
Dal VI secolo l'importanza della navigazione era molto elevata, Teodorico aveva imposto di togliere le attrezzature da pesca lungo l'Oglio affinché non impedissero il passaggio dei natanti.
A causa delle invasioni degli Ungàri, tra la fine del IX e l'inizio del X secolo avvenne la costruzione del Castello di Pontevico, denominato dai documenti dell'epoca munitissimum castrum a causa delle sue imponenti dimensioni.
I bresciani, nel corso del Basso Medioevo, si impossessarono del castello che inizialmente appartenne ai Martinengo, i quali, nel 1127 lo promisero al vescovo di Brescia. Nel 1208 i fuoriusciti bresciani cercarono di impossessarsene per consegnarlo poi ai cremonesi, non riuscendo a causa del pronto intervento del podestà di Brescia. Sempre dopo l'Anno Mille, nacquero gli ospizi per pellegrini e ammalati presso le Chiese di San Bartolomeo e di Ripa d'Oglio, mentre nel 1170 nacque l'Hospitale, che esiste tuttora e dà il nome alla via nella quale si trova.
Pontevico durante il conflitto tra Guelfi e Ghibellini si allineò fin da subito con i Guelfi e nel 1237, nei giorni precedenti alla celebre Battaglia di Cortenuova, ospitò l'esercito della Lega Lombarda, il quale poi commise l'errore di spostarsi verso nord-ovest, finendo per perdere la battaglia contro Federico II a Cortenuova. Possiamo trarre da una documentazione del 1255 che in questo periodo il centro abitato fosse diviso in due borghi circondati da mura, il Borgo Nuovo e il Borgo Vecchio, entrambi in possesso di un castello e di una chiesa.
A seguito dell'Assedio di Brescia del 1311, Pontevico passò sotto la Signoria di Milano. Nel 1362, la Lega Antiviscontea, formata dai signori di Verona, Ferrara, Mantova e Carrara, si impossessò del borgo ma non della rocca, che rimase sotto il controllo del castellano. Prese così vita un assedio, nel quale gli eserciti della Lega, supportati dai pontevichesi, non riuscirono ad espugnare il castello, venendo poi sconfitti con l'intervento di Bernabò Visconti. Nel 1385 il comune era a capo della Quadra di Pontevico, comprendente Verola Alghisi (oggi Verolanuova), Alfianello, Seniga, Milzano, Bassano Bresciano, San Gervasio, Manerbio, Cinziano (forse Cignano), Offlaga, Regona, Licurtibus e Monticelli d'Oglio.
Nel 1426, a seguito all'occupazione Veneziana del Bresciano nel corso delle Guerre di Lombardia, giunta a seguito della dedizione della città alla Repubblica di Venezia, il centro abitato venne occupato pacificamente dalla Serenissima. Nel 1452, nell'ultima fase delle guerre di Lombardia, lo Sforza riportò Pontevico in mano milanese ma successivamente il generale Jacopo Piccinino riuscì a liberare Pontevico e a farla tornare in mano veneziana. Il 16 Ottobre 1453 i soldati del Ducato di Milano, che avevano nei giorni precedenti accerchiato il centro abitato, assediarono il paese con 20.000 fanti e 3.500 cavalieri provenienti dalla Francia; nonostante i soldati Veneziani fossero poche centinaia di uomini isolati, i Pontevichesi opposero una tenace resistenza. Ciò non impedì la caduta di Pontevico che venne rasa al suolo dai soldati Francesi.

### Età moderna
Con la Pace di Lodi, Pontevico tornò sotto la Repubblica di Venezia che la ricostruì negli anni successivi, tanto che la città della Bassa Bresciana divenne un importante porto fluviale per la Serenissima fino alla sua caduta, nel 1797, dimostrandosi sempre fedele alla Serenissima che, in cambio, guardava con molta attenzione il paese, al punto da conferirgli nel tempo molti privilegi, facendolo borgo franco e Vicariato Maggiore. Pontevico, dopo l'iniziale inserimento nella Quadra di Manerbio, rimase a capo di quadra comprendendo Alfianello, Seniga, Bassano Bresciano e San Gervasio. Il paese sotto il dominio veneto visse la fase migliore della sua storia, soprannominato Curia, Castello e Borgo, tanto che nel porto ebbe vita una stazione di scambio molto importante, dove venivano lasciati i prodotti coloniali e venivano importati biade, lino, ferro e legname.
All'inizio della Guerra della Lega di Cambrai, nell'aprile 1509 l'esercito veneziano, con un imponente numero di soldati che variava tra le 40.000 e le 60 000 unità, si riunì proprio a Pontevico, mentre all'interno del Castello avvenne la riunione dei capi d'armata, tra i quali ricordiamo Nicolò Orsini, Bartolomeo di Alviano e Andrea Gritti. L'armata lasciò Pontevico il 2 maggio, andando incontro al nemico, tuttavia il paese venne nuovamente interessato dal conflitto a più tratti durante le sue evoluzioni successive. Tra gli avvenimenti principali, si ricordano la rivolta organizzata dai pontevichesi contro gli occupanti francesi (1510), che cacciò l'esercito francese dalla fortezza, e la successiva riconquista del castello (1512), per mano di Gian Giacomo Trivulzio, lo stesso giorno in cui si consumò il Sacco di Brescia.
Nel 1580, si ricorda la visita apostolica dell'arcivescovo metropolita di Milano San Carlo Borromeo, che portò alla fabbrica della nuova parrocchiale, la Chiesa dei Santi Tommaso e Andrea Apostoli (1584), costituita ad abbazia nel 1610. Nel 1559, furono i Veneziani a dare vita all'attuale Piazza Mazzini, dove ogni martedì da allora, eccetto durante guerre o epidemie, si ha il mercato. Anche sotto la Serenissima, continuò l'opera di assistenza sociale: nel 1630 Francesco Capparino fondò il Pio Istituto Elemosiniero mentre nel 1726 Ottavio Pontevico fondò il Pio Luogo Poveri.

### Età contemporanea
Nel secolo successivo alla caduta della Serenissima, con la nascita delle ferrovie, il venir meno del commercio fluviale portò il paese in una fase di decadenza. Pontevico passò così dall'essere un importante porto fluviale all'essere un paesotto agricolo. Un'altra conseguenza della caduta della Serenissima fu la fine della funzione strategica del Castello, che nel 1803 venne trasformato in fonderia (la prima nella penisola a partire dalla conquista dell'Italia da parte di Napoleone Bonaparte), per poi essere ceduto negli anni 1840 a un certo principe Kewmuller. Questo principe, nel 1844, fece radere al suolo la struttura, iniziando i lavori per la ricostruzione in forme neogotiche, che non venne mai finita causa la morte del principe. Così, quello che fu per secoli il castello più importante della Bassa Bresciana, rimase ridotto a un caseggiato per oltre mezzo secolo. Nell'Ottocento nacquero numerosi enti ed istituzioni di cura e di carità: l'Ospedale Civile Gorno Ruffoni (1842), l'Orfanotrofio Femminile Angelini (1867), l'Asilo Infantile Ugoni (1873) e la Casa di Riposo Giroldi-Forcella (1905, posta a Chiesuola fino al 1984).
In un periodo nel quale, a causa della carenza economica, erano diffuse povertà e pellagra, il 18 marzo 1901 l'Abate Bassano Cremonesini trasformò il castello, passato alla storia per stragi e battaglie, nell'attuale Istituto Neuropsichiatrico Bassano Cremonesini.
L'industrializzazione del centro fu abbastanza lenta e il primo vero centro industriale venne aperto nel 1908, lo stabilimento della Società di Filatura Lombarda di Lino e Canape, con 6148 fusi di filatura. Tuttavia, quel centro divenne presto importante e nel giro di poco tempo diede lavoro a più di 600 dipendenti, per la stragrande maggioranza donne.

Durante il ventennio fascista, si ricordano diverse opere sorte nel comune, su tutte: la colonia fluviale (1925), il Monumento ai Caduti (1930) e il primo acquedotto (1935), sul quale venne posta l'iscrizione:
(Insegna, 1935)
Nello stesso anno, veniva inaugurato il Dopolavoro.
Nel 1956, il centro chiuse ma successivamente l'area dell'ex linificio divenne un insediamento artigianale, inoltre a partire dagli anni 1960 si ebbe un discreto sviluppo industriale basato principalmente su attività legate all'agricoltura.
Tra gli anni 1960 e gli anni 1970, iniziò l'ampliamento del centro abitato con un notevole sviluppo residenziale verso nord, mentre vennero costruite le scuole elementari (ultimate nel 1983), la scuola materna, la Biblioteca comunale, l'acquedotto degli IACP, il centro sportivo con palestra e la rete del metano in tutto il paese, comprese le frazioni, e venne demolito il castello in stile neo-gotico, poi ricostruito in stile ghibellino, come si evince dalla merlatura. Tuttavia, bisogna ricordare nel 1977 la chiusura dell'Ospedale Civile Gorno Ruffoni e la caduta del ponte sul Fiume Oglio, ricostruito l'anno successivo. Nel 1986 venne portata avanti la costruzione di un depuratore fognario.

### Simboli
Il gonfalone è un drappo di bianco. Lo stemma di Pontevico è quello dell'intera Provincia Bresciana che può vantare l'attestazione materiale più antica: all'interno del Museo del Bargello di Firenze si trova il suo sigillo trecentesco distinto dalla legenda S[igillum] Co[mun]is de Pontevigo già raffigurante il leone rampante. L'attuale stemma di Pontevico si trova su una lapide del 1560 oggi posta sul muro esterno del castello verso l'Oglio. L'inserimento del motto " In feritate comitas " (cortesia nella rusticità) all'interno dello scudo è risalente alla fine del XIX secolo.

## Monumenti e luoghi d'interesse

### Architetture religiose

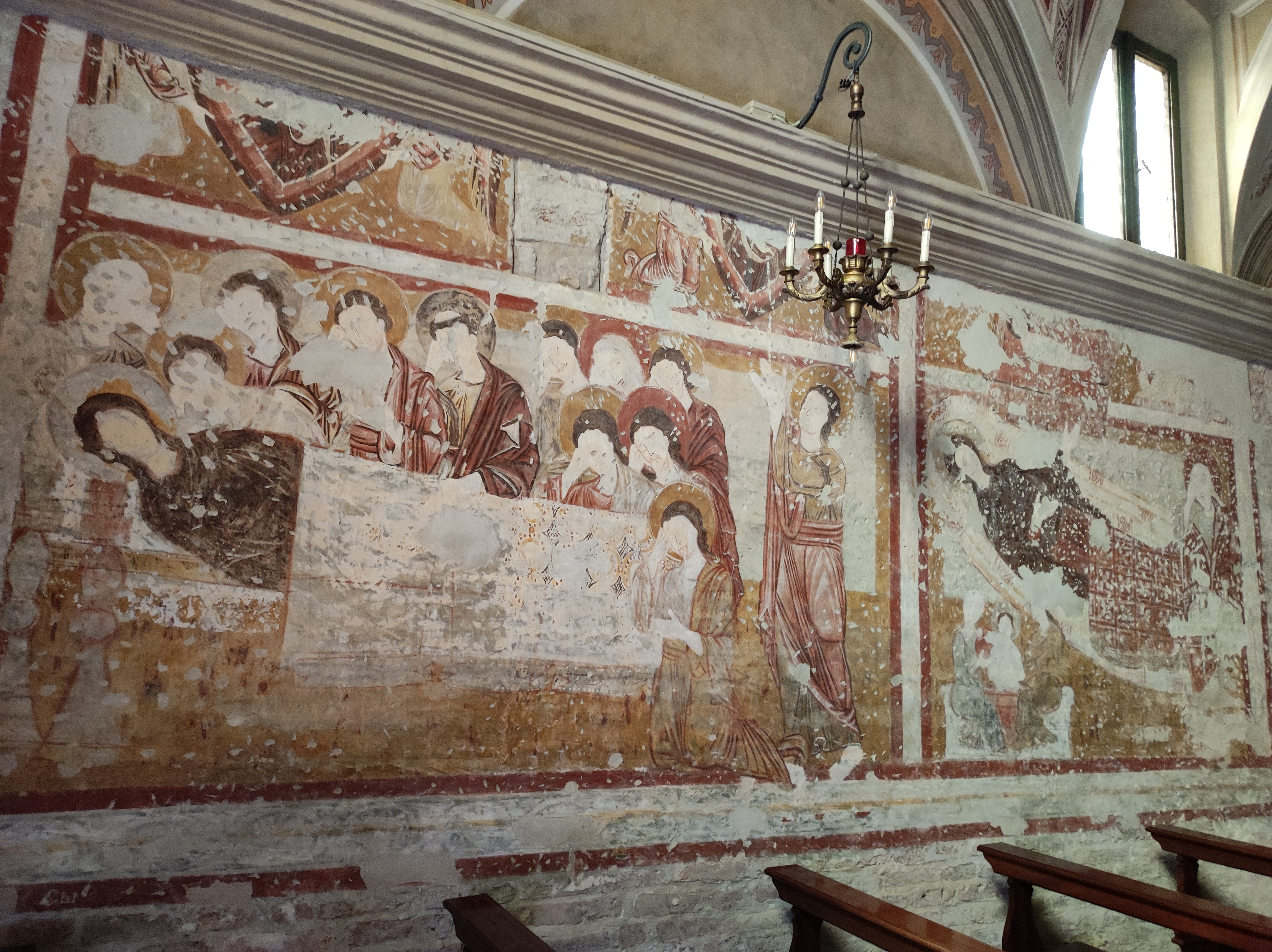
Affreschi duecenteschi sul lato sinistro della navata della Chiesa di Ripa d'Oglio.
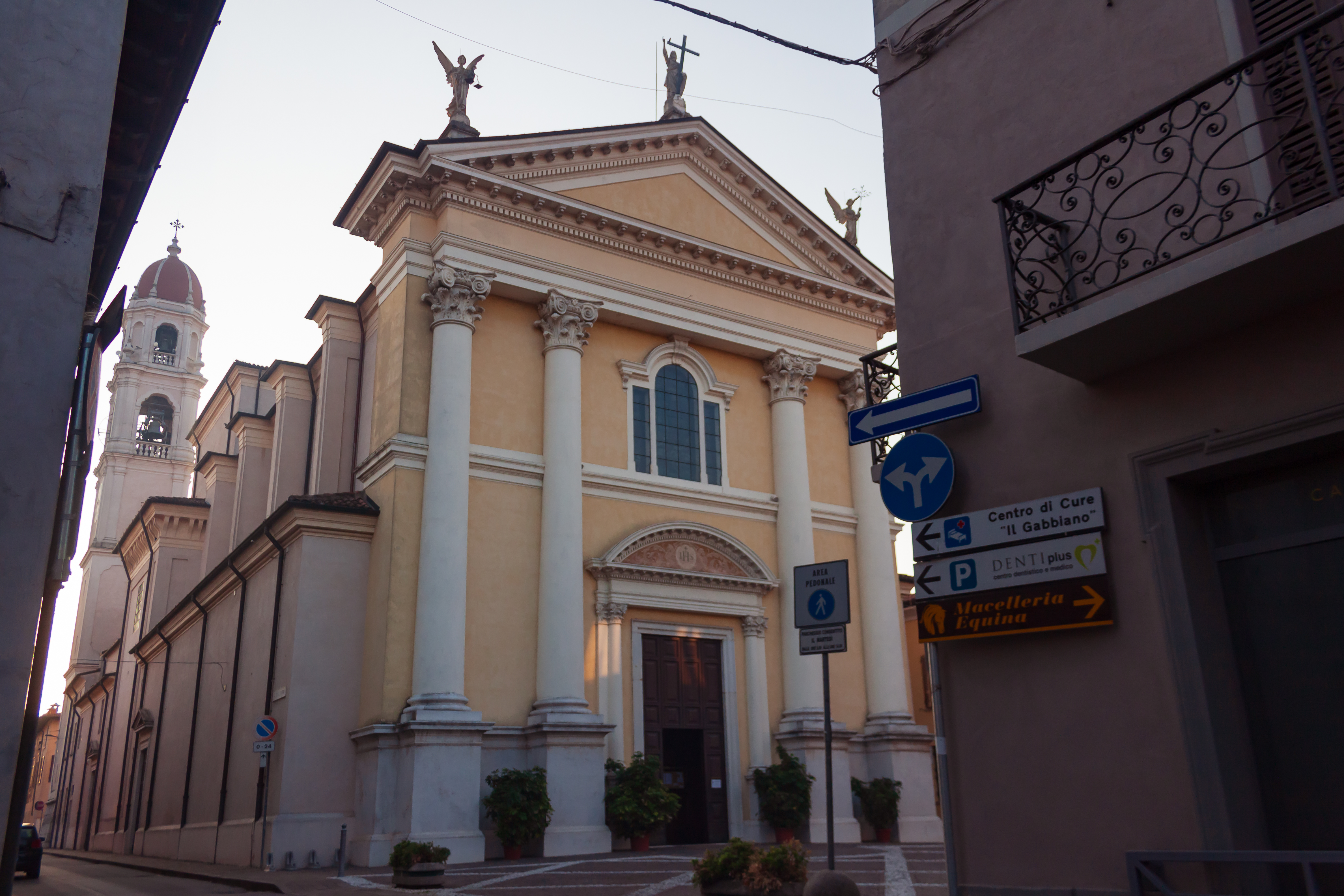
Chiesa Abbaziale con particolare sul lato destro e sulla facciata; sul fondo si può intravedere il campanile settecentesco.
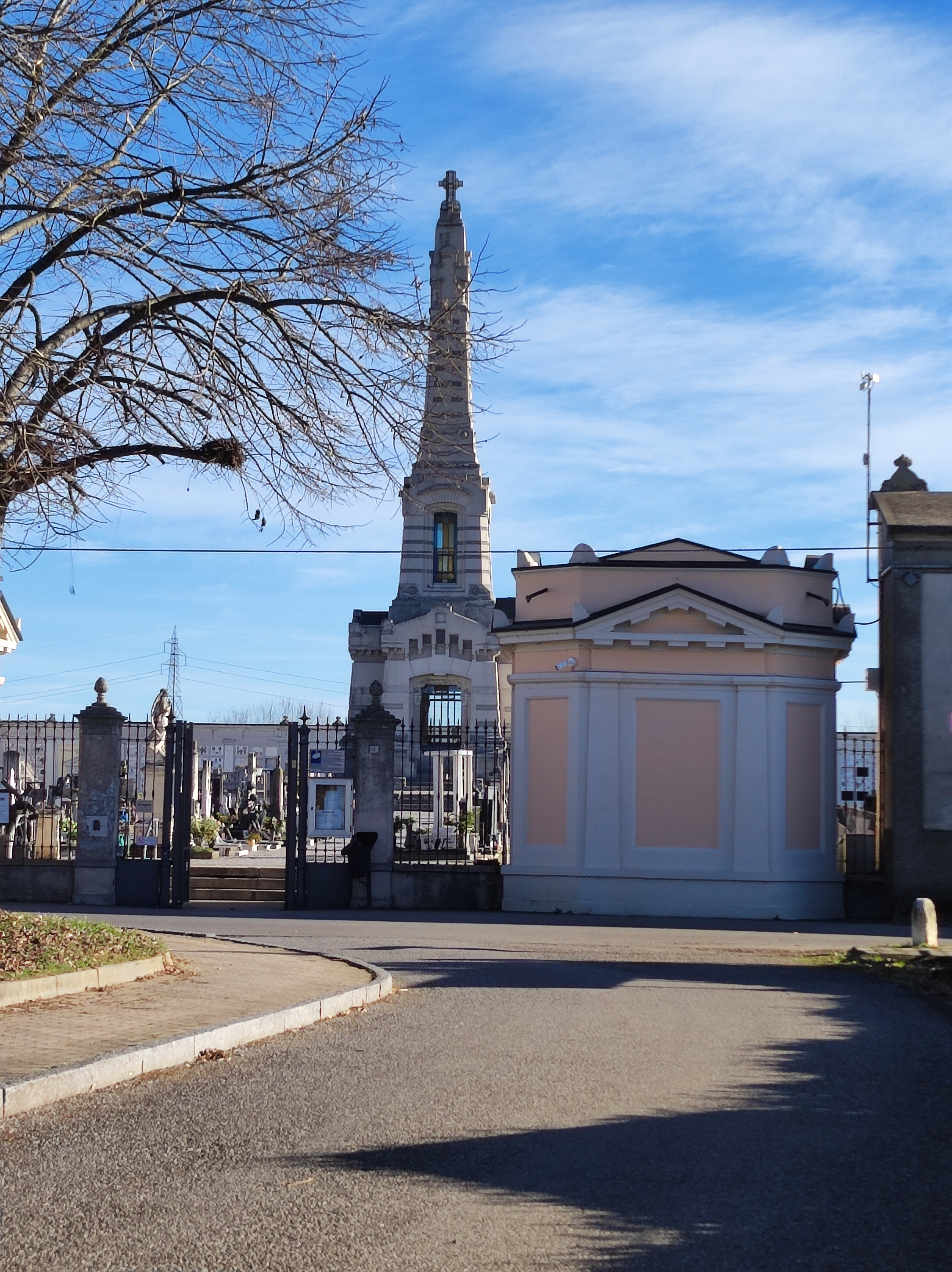
L'Obelisco del Cimitero.

- Chiesa dei Santi Tommaso e Andrea Apostoli: venne costruita nel 1584 come nuova parrocchiale, unendo le preesistenti chiese medievali di San Tommaso e Sant'Andrea, e retta ad abbazia nel 1610. L'edificio è a pianta quadrangolare e orientato verso ovest, l'interno è a navata unica, ornato da pitture murali e dipinti risalenti a epoche diverse e munito di cappelle laterali e di un presbiterio. L'attuale aspetto è frutto di un considerevole ampliamento terminato nel 1886, con la costruzione di una facciata munita di un frontone triangolare ricoperto di Statue e sorretto da quattro grandi pilastri in Ordine Corinzio, di una finestra serliana e di un portale d'accesso rettangolare, di una cupola affrescata e di due cappelle. L'altare maggiore è composto da una mensa in marmo Porfido verde antico e Bianco di Carrara sormontata da un tabernacolo; la pala Professione di fede di San Tommaso è figlia del rinnovamento ottocentesco.[45] Il campanile, edificato tra il 1743 e il 1747 in sostituzione della preesistente torre campanaria andata a fuoco nel 1701, è il più alto del paese con 51 metri di altezza dal basamento della Croce alla strada.[46]
- Chiesa di Santa Maria in Ripa d'Oglio: posta dove era sorto il primo antico nucleo di Pontevico in epoca romana, è la più antica chiesa di Pontevico, presente fin dal tardo Impero Romano, come testimoniato dal ritrovamento di un battistero posto sotto la struttura e risalente al V secolo.[47] La chiesetta, che nell'Alto Medioevo era divenuta una santella, venne costruita nell'XI secolo.[48] Notevole è la quantità di decorazioni bassomedievali. La navata presenta due grandi affreschi risalenti al XIII secolo, la Dormitio Virginis e la nascita di San Giovanni Battista,[49] mentre il presbiterio presenta la Madonna con il Bimbo, un affresco strappo risalente all'inizio del XV secolo e fino al 1984 posto all'interno della casa addossata al lato sud della chiesa. Il settecentesco altare maggiore è in marmo e proviene dalla Chiesa della Madonna della Strada, decorato dalla Madonna del Latte, affresco eseguito tra il XIV e l'inizio del XV secolo molto comune nel territorio.[50] Dal XVII secolo è dotata di un campanile romanico.[51]
- Chiesa di San Rocco: venne eretta molto probabilmente durante il XV secolo, con la diffusione del culto di San Rocco nella Bassa Bresciana, dove era posta un'antica santella e accanto a un'antica torre di vedetta che già per le cronache dell'epoca era presente ab immemorabili, facendone il campanile più antico del paese. La figura di San Rocco è intarsiata in un manieristico altare in marmo posto all'interno della struttura.[7][52]
- Chiesa della Disciplina: sorta accanto alla Chiesa abbaziale, malgrado alcuni studiosi la collochino in tempi più antichi, si crede sia sorta durante il Rinascimento. L'intero presenta una notevole presenza di superfici decorate grazie agli interventi di Pietro Corbellini (1757) e Gottardo Este (1912) e su un pilastro posto tra il confessionale e il settecentesco altare dell'Immacolata e San Gaetano è posto il monumento funebre di Ottavio Pontevico, fondatore del Pio Luogo poveri e finanziatore degli affreschi settecenteschi, in marmo nero. La chiesa è dotata di una cupola e di un campanile eretto nel 1622.[7]
- Chiesa di San Giuseppe: come la Disciplina, le sue origini sono ignote e si sa per certo che esistesse già all'inizio del XVI secolo come Chiesa del Suffragio, in quanto sede della Confraternita dei Suffraganti e posta presso le antiche mura del Borgo Superiore. Dopo la Peste del 1630, i pontevichesi per meglio suffragare i morti per l'epidemia e ringraziare Dio per la fine del flagello finanziarono il rinnovamento della struttura e la fabbricazione del campanile. Dal 1888 è dedicata a San Giuseppe e oggi si presenta in Stile Barocco, con una facciata caratterizzata dal frontone mistilineo e dal coronamento triangolare che sormonta il portale d'accesso e un interno a navata unica.[53]
- Chiesa di San Fermo: posta in prossimità del fiume Strone, è nata dall'ampliamento di un'antica edicola dedicata alla Beata Vergine dello Strone voluto dall'abate Filippo Garbelli nella prima metà del XVIII secolo. All'interno sono presenti due pale settecentesche dedicate a San Fermo e a Santa Lucia e San Giovanni Nepomuceno, protettore dalle inondazioni. La chiesa è dotata di una torre campanaria.[54]
- Chiesa della Madonna della Strada: sorta negli anni 1570 molto probabilmente su un antico ospizio posto lungo la strada tra Brescia e Cremona per mano degli abitanti delle contrade Colombere, Barchi, Vidosa, Vidosetta e Passere, oggi è sconsacrata.[7]
- Santella del Beato Francese: santuario neoclassico sorto nel 1915. Deve le sue origini al ritrovamento delle salme di un soldato francese sepolto in un tempo ignoto, secondo gli storici durante la Guerra di successione spagnola o durante la Seconda guerra d'Indipendenza italiana, lungo la strada per Brescia.[55]
- Cimitero Monumentale: edificato nel corso dell'Ottocento, nel 1934 vi sorse un imponente obelisco con funzione di ossario, sotto al quale si trova una cripta.[56]

#### Nelle frazioni
- Chiesa di Sant'Antonio di Padova: posta nella frazione di Chiesuola, è dotata di un oratorio e di un campanile.[57]
- Chiesa di Sant'Ignazio di Loyola: posta nella frazione di Torchiera, è dotata di un campanile.[58]
- Chiesa di Santa Maria Maddalena: posta nella frazione di Bettegno, è dotata di un campanile.[59]
- Chiesa di San Vitale: posta nella frazione di Campazzo, venne edificata nel 1555 sul posto di una chiesa risalente al VI secolo allora in rovina.[60]
- Chiesa della Beata Maria Vergine della Cintura: posta tra le frazioni di Chiesuola e Gauzza, venne edificata a fine XVIII secolo sul posto di una chiesa più grande.[61]
- Chiesa di San Michele: chiesa campestre posta presso la frazione Gauzza, sorse sotto il Regno longobardo e venne restaurata nel corso del XX secolo.[7]
- Chiesa di San Bartolomeo: posta in località Barchi, venne edificata nel corso del Basso Medioevo, periodo in cui era affiancata da un ospizio.[7]
- Chiesa di Santa Maria delle Grazie: posta in località Dossi e dotata di una torre campanaria, venne edificata con l'infuriare della Peste del 1630.[62]

### Architetture civili
- Castello di Pontevico: edificato nel corso dell'Alto Medioevo, guadagnò l'appellativo di munitissimum castrum grazie alle sue grandi dimensioni dovute all'importanza strategica che andò acquisendo durante il Medioevo.[20] Venne assediato e, di conseguenza, restaurato o ricostruito più volte nel corso dei secoli e vi transitarono, spesso dopo averlo conquistato, numerosi celebri condottieri e capi di Stato, tra i quali si ricordano figure come l'Imperatore Federico II di Svevia o Francesco Sforza.[28] Nella primavera del 1509 venne scelto dalla Serenissima per il raduno dell'imponente armata di oltre 40.000 soldati volta a fronteggiare l'esercito della Lega di Cambrai, che comprendeva tra le altre Sacro Romano Impero, Francia e Spagna, tanto che vi si discussero le future tattiche da impiegare nell'imminente conflitto.[33] Tuttavia, con l'avanzare delle tecniche militari l'importanza della fortificazione andò diminuendo, tanto che con l'Occupazione francese della Repubblica di Venezia perse la sua funzione bellica e nel 1803 divenne fonderia,[37] prima di essere ceduto nel 1844 al nobile austriaco Kewmuller che lo fece radere al suolo per ricostruirlo in forme neogotiche. I lavori si bloccarono a causa della sua morte e l'antico castello rimase un caseggiato per oltre mezzo secolo.[38] Fu nel corso del XX secolo che il castello assunse nuovamente la forma medievale grazie al Monsignor Cremonesini, che lo acquistò per trasformarlo in un istituto per l'accoglienza delle malate rifiutate da altre strutture, e ai suoi successori, che proseguirono il suo restauro quasi integrale. Tuttora all'interno del rinato Castello e della Cittadella della Carità sorta nel corso degli anni 1960 ha sede l'Istituto Bassano Cremonesini per disabili psichiche-Onlus.[40] La struttura quadrangolare presenta forme romaniche e tre torri, l'interno è caratterizzato dal perimetro porticato e dai numerosi giardini, contendendo una chiesetta sotto alla quale si trova la cripta contenente le salme del Cremonesini.[63][64]
- L'Hospitale: edificato nel 1170 come ospizio posto all'interno del neonato Borgo Superiore, viene tuttora impiegato come struttura ospedaliera.[7]
- Cascina Palazzina: cascina privata edificata nel corso del XVI secolo in stile manierista, internamente decorata con affreschi barocchi.[65]
- Palazzo Ottonelli: funge da municipio.[7]
- Teatro Comunale: costruito tra il 1816 e il 1818 in forma neoclassica.[66]
- Maglio del 1883 posto all'interno di un mulino medievale sorto nel Borgo Inferiore, uno degli undici documentati nel 1255 dal Liber Poteris, impiegato come museo dal 2008.[67]

#### Nelle frazioni
- Palazzo Martinoni: posto nella frazione di Bettegno, venne edificato nel corso del XIV secolo e presenta un'insolita torretta circolare quattrocentesca, insolito elemento per l'architettura del territorio.[68]
- Palazzo Ugoni: posto nella frazione di Campazzo, sorse per volere di Flaminio Ugoni e nel corso del Risorgimento Filippo Ugoni lo trasformò in un covo di Carbonari.[69]
- Palazzo Simonelli: posto nella frazione di Campazzo, venne edificato nel XIV secolo ma venne pesantemente modificato nel corso del Seicento.[69]

### Altro
- Monumento ai Caduti: posto tra il Castello e la Piazza Mazzini, venne edificato ad opera di Giovanni Asti ed inaugurato il 23 novembre 1930.[7]

### Siti archeologici
- Resti del battistero ottagonale posto al di sotto della Chiesa di Santa Maria in Ripa d'Oglio, risalente al V secolo.[47][70]
- Resti della cinta muraria cittadina posti al di sopra di Via Angelini, a difesa del Borgo Superiore.[24][71]

### Aree naturali
- Parco dello Strone
- Parco dell'Oglio Nord
- Parco delle Vincellate (parte del Parco dello Strone)

## Società

### Evoluzione demografica
Abitanti censiti

Nel censimento del 1493, Pontevico contava 1 700 abitanti, anche se si pensa che prima della peste del 1478 e, soprattutto, prima della distruzione di gran parte del paese del 1453, la popolazione fosse più elevata. La soglia dei 7 000 abitanti venne oltrepassata nel 1901, quando nel censimento pubblicato il 18 marzo su La Provincia di Brescia vennero registrati 7 004 abitanti (maschi 3479, femmine 3525).

### Etnie e minoranze etniche
Al 1º gennaio 2022 la popolazione straniera residente era di 812 persone, pari all'11,6% della popolazione totale. Le nazionalità maggiormente rappresentate in base alla loro percentuale sul totale della popolazione residente sono:
- Romania 181
- India 134
- Marocco 104
- Albania 64
- Egitto 61
- Bangladesh 44
- Pakistan 41
- Senegal 38
- Macedonia 32

### Lingue e dialetti
Nel territorio di Pontevico, accanto all'italiano, è parlata la lingua lombarda prevalentemente nella sua variante di dialetto bresciano con forti influenze cremonesi.

### Istituzioni, enti e associazioni
Pontevico è ricca di strutture ospedaliere e istituti di beneficenza e assistenza. La struttura più grande è l'Istituto Bassano Cremonesini per disabili psichiche-Onlus che, situata all'interno del castello, funge da Istituto per l'assistenza di oltre 300 pazienti. All'interno del centro abitato si trovano anche il Pio Luogo, la Casa di Riposo Geroldi Forcella, l'Istituto Don Lucrezio Azzini e l'Hospice, quest'ultimo è posto all'interno dell'antico Hospitale e gestito dalla cooperativa sociale Il Gabbiano, attiva senza scopo di lucro.

## Cultura

### Istruzione

#### Biblioteche
Nel paese è presente la biblioteca comunale intitolata a Oriana Fallaci, la quale contiene al suo interno 30.000 documenti.

#### Scuole

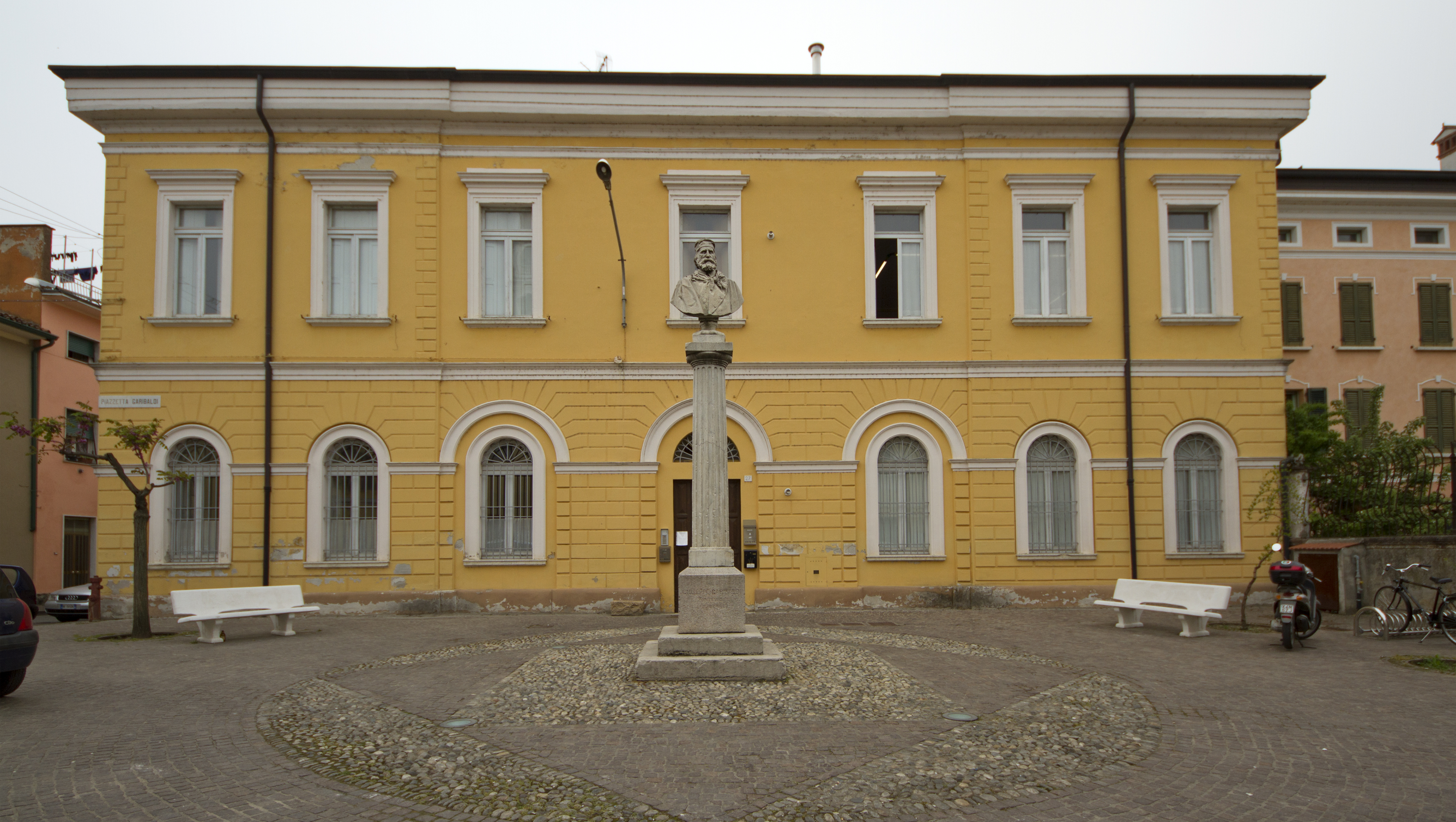
Edificio situato di fronte alle scuole medie, nel quale si svolgono le prove del corpo bandistico locale.

Sono presenti un asilo nido, due scuole materne, due scuole primarie e una scuola secondaria di primo grado.

#### Musei
Nel territorio comunale è presente il Museo del Maglio, situato all'interno di un mulino e dedicato alla forgiatura.

### Arte

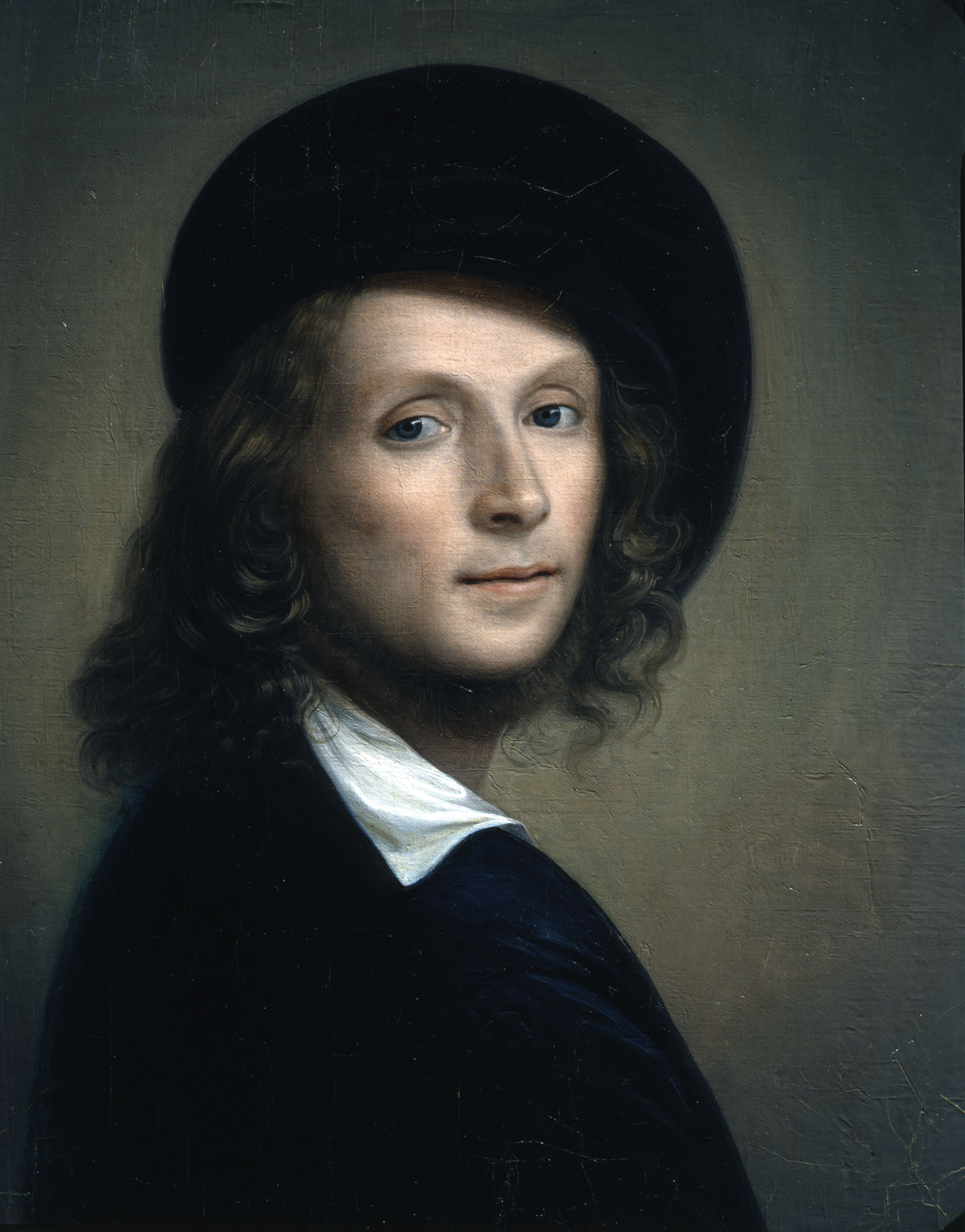
Luigi Sampietri (1842)

Sono nati a Pontevico i pittori Luigi Sampietri e Cirillo Bertazzoli. Sempre originario del medesimo comune è Enrico Majoli, incisore novecentesco.
Secondo alcuni documenti riguardanti una confraternita di S. Alessandro a Brescia, nel 1490 era attivo il pittore Giacomo da Pontevico, del quale tuttavia non rimangono né opere né cenni biografici.

### Musica
Nel paese è presente il corpo bandistico Alessandro Vatrini.

### Eventi
Con cadenza annuale, in agosto si festeggiano San Fermo e San Rocco mentre in ottobre si festeggia Ripa d'Oglio.

## Geografia antropica

### Frazioni

#### Bettegno
Situata a nord di Pontevico, con una distanza di 3,69 km dal centro del medesimo comune di cui fa parte, ha una popolazione di 161 abitanti.

#### Campazzo
Situata a nord-ovest di Pontevico, con una distanza di 3,12 km dal centro del medesimo comune di cui fa parte, ha una popolazione di 36 abitanti.

#### Chiesuola
Situata a est di Pontevico, con una distanza di 2,57 km dal centro del medesimo comune di cui fa parte, ha una popolazione di 466 abitanti.

#### Torchiera
È situata a nord-est di Pontevico, con una distanza di 2,15 km dal centro del medesimo comune di cui fa parte, ha una popolazione di 274 abitanti.

#### Gauzza
È situata a nord-est di Pontevico, con una distanza di 2,83 km dal centro del medesimo comune di cui fa parte, ha una popolazione di 63 abitanti.

### Altre località del territorio
- Barchi: situata a nord di Pontevico, con una distanza di 3,58 km dal centro del medesimo comune di cui fa parte, ha una popolazione di 16 abitanti.[92]
- Incassano: situata a est di Pontevico, separata da Chiesuola dall'Autostrada A21, con una distanza di 4,44 km dal centro del medesimo comune di cui fa parte, ha una popolazione di 20 abitanti.[93]
- Dossi: situata a est di Pontevico, separata da Chiesuola dall'Autostrada A21, con una distanza di 4,07 km dal centro del medesimo comune di cui fa parte.[94]

## Economia
Pontevico è storicamente considerata una terra particolarmente fertile e dotata di una grande abbondanza d'acqua, a causa della presenza, oltre che dei fiumi Oglio e Strone, di un gran numero di rogge e canali, il più importante è la Seriola Comunale che, deviata dal corso dello Strone alle Vincellate, attraversa il territorio comunale, compreso il capoluogo, prima di sfociare nell'Oglio. Le caratteristiche del territorio consentono perciò la coltivazione di cereali, frumento, ortaggi, frutta, foraggi e vite. Fino al Novecento, erano molto diffuse la coltivazione e la lavorazione del lino, oggi scomparse. Al contrario, a partire dagli anni 1980 ha preso piede a Pontevico la coltivazione del kiwi. Nel territorio comunale, viene praticato l'allevamento di bovini, suini, ovini, equini e avicoli.
Il paese è anche un importante centro industriale. Dove fino al 1956 si estendeva lo stabilimento del Linificio Canapificio Nazionale, a partire dagli anni 1960 è presente un insediamento artigianale dove sorgono numerose attività legate al commercio. Inoltre, soprattutto nei pressi della frazione di Chiesuola grazie alla presenza del casello autostradale, è presente un polo industriale legato soprattutto all'industria tessile, siderurgica e metalmeccanica e ad attività legate all'agricoltura, la più rinomata delle quali fu la OMAS, produttrice di macchine agricole attiva a Pontevico dal 1963 al 1992.
All'interno del centro abitato di Pontevico si trova una buona quantità di pubblici esercizi, la maggior parte dei quali riservati alla ristorazione ma sono presenti anche strutture ricettive, farmacie e negozi di vario tipo, prevalentemente supermercati. Sono inoltre presenti piccole imprese legate a settori come l'edilizia. Dal punto di vista bancario, sono presenti filiali dell'Intesa Sanpaolo e della BCC Brescia.

## Infrastrutture e trasporti

### Strade
Pontevico è percorso da sud a nord dalla Strada Statale 45bis Gardesana Occidentale, che scorre lungo la Via Brescia e la Via XX Settembre. Da est a ovest il centro abitato è invece attraversato dalla Strada Provinciale 64, che collega il comune al casello autostradale Pontevico - Robecco d'Oglio posto nel territorio comunale di Pontevico in prossimità della frazione Chiesuola lungo l'Autostrada A21/E70 Torino-Piacenza-Brescia. L'Autostrada attraversa il territorio comunale di Pontevico passando a fianco delle località Barchi, Incassano e Gauzza.
Inaugurata il 12 Novembre 2021, nei pressi del centro abitato scorre la tangenziale Pontevico-Robecco d'Oglio (con annesso un ponte sul fiume Oglio), opera pubblica lunga 3,7 kilometri collegante i due comuni passando all'esterno dei centri abitati e destinata principalmente ai camion in direzione di Brescia o Cremona che, fino ad allora, passavano nel centro del paese attraverso la via XX Settembre, che era caratterizzata da un forte traffico, che oggi si è spostato al di fuori del paese.
Il comune è collegato lungo la tratta Brescia-Cremona tramite autoservizi a cadenza oraria forniti da SIA S.p.A. e KM S.p.A., entrambi facenti parte del gruppo Arriva Italia. Oltre che con i due capoluoghi, sono presenti collegamenti con i comuni di Pavone del Mella, Cigole, San Gervasio, Casacce, Milzano, Alfianello, Verolanuova, Robecco d'Oglio, Villanuova Alghisi, Brazzuoli, Noci Garioni, Corte de Frati, Aspice, Castelnuovo Gherardi, Pozzaglio ed Uniti e Bettenesco.

### Ferrovie
Il comune non dispone di una stazione ferroviaria nel proprio territorio comunale, ma fruisce della stazione di Robecco-Pontevico, gestita da Trenord e situata nel comune di Robecco d'Oglio (CR). Dispone di servizi a cadenza oraria lungo la ferrovia Brescia-Cremona che collega i due paesi, oltre che alle stazioni di Brescia e Cremona, a quelle di Olmeneta, Verolanuova, Manerbio, Bagnolo Mella e San Zeno-Folzano.

## Amministrazione
| Periodo        | Periodo        | Primo cittadino   | Partito                             | Carica  | Note |
| -------------- | -------------- | ----------------- | ----------------------------------- | ------- | ---- |
| 24 aprile 1995 | 14 giugno 1999 | Primo Generali    | lista civica di centro-sinistra     | Sindaco |      |
| 14 giugno 1999 | 14 giugno 2004 | Faustino Gatta    | lista civica di centro-destra       | Sindaco |      |
| 14 giugno 2004 | 8 giugno 2009  | Primo Generali    | lista civica di centro-sinistra     | Sindaco |      |
| 8 giugno 2009  | 27 maggio 2019 | Roberto Bozzoni   | Il Popolo della Libertà-Lega Nord   | Sindaco |      |
| 27 maggio 2019 | 10 giugno 2024 | Alessandra Azzini | Lega-Forza Italia-Fratelli d'Italia | Sindaco |      |
| 10 giugno 2024 | in carica      | Luca Bosio        | lista civica di centro-sinistra     | Sindaco |      |

## Sport

### Calcio
La squadra di calcio locale, fondata nel 1923, è la Pontevichese Calcio, attiva solo a livello giovanile dal 2022.
Tuttavia, a cavallo tra gli anni 1940 e 1950, sotto la presidenza Zani-Ziletti, e negli anni 1980, sotto la presidenza dell'OMAS Scalvenzi, la squadra arrivò a giocare in Promozione. Proprio in quest'ultimo periodo, passò per la Pontevichese di Luigi Maifredi, che lo allenerà al Bologna, Renato Villa, che arrivò a giocare la Serie A in maglia rossoblu. L'impianto sportivo locale è dedicato a Battista Perotti, calciatore cresciuto nella Pontevichese che giocò nella Cremonese e nell'Orceana.

### Pallacanestro
Con l'inaugurazione della palestra comunale (1980), nacque la Polisportiva Pontevico Basket.
A partire dal 2018, la squadra di basket femminile milita tuttora nel campionato di Serie B. Nella stagione 2023-2024 la squadra è riuscita ad arrivare prima nel proprio girone, perdendo tuttavia la finale dei Play off nel doppio match contro il Cagliari, malgrado il successo nella gara di ritorno a Pontevico.

### Altri sport
All'interno del centro sportivo inaugurato nel 1980, vengono praticati anche tennis, karate e pallavolo.